# Donja Kanada
Provincija Donja Kanada (fra. Province du Bas-Canada) bila je britanska kolonija na donjem toku rijeke sv. Lovrijenca i obalama zaljeva sv. Lovrijenca. Bila je dio Britanske Kanade. Nalazila se na južnom dijelu današnje kanadske pokrajine Québec i regije Labrador (pokrajina Newfoundland i Labrador).
Provincija Donja Kanada nastala je donošenjem Ustavnog akta iz 1791. godine kojim je dotadašnja britanska kolonija Provincija Quebec podijeljena na Gornju i Donju Kanadu. Prefiks "donja" odnosi se na njen položaj na donjem dijelu toka rijeke sv. Lovrijenca, dok se je Gornja Kanada nalazila na gornjem dijelu.
Provincija je ukinuta njenim ujedinjenjem s Gornjom Kanadom u Provinciju Kanadu.

## Ustanak
Kao i Gornja Kanada, Donja Kanada je bila politički nestabilna. Dvadeset i dvije godine nakon američke invazije tijekom Anglo-američkog rata, britansku vlast nad većinski francuskim stanovništvom ugrožavao je ustanak. Nakon što su Britanska vojska i lojalisti ugušili ustanak Donje Kanade, "Ustav iz 1791." je suspendiran i osnovano je posebno vijeće koje će upravljati područjem. Neuspješan pokušaj proglašavanja Republike Donje Kanade ubrzo je spriječen.
Provincije Gornja i Donja Kanada ujedinjene su u Ujedinjenu Provinciju Kanadu 1841. godine kada je na snagu stupio Akt Unije iz 1840. Njihova zakonodavna tijela ujedinjena su u zajednički parlament s jednakim brojem zastupnika za oba dijela nove provincije, iako je Donja Kanada imala više stanovnika.

## Transport
Prijevoz se uglavnom vršio rijekom sv. Lovrijenca. Jedina glavna cesta na kopnu bila je Chemin du Roy koju je 1730.-ih godina izgradila Nova Francuska. Chemin du Roy bila je glavni alternativni put prijevoza sve do veće pojave parobroda (1815.) i vlakova. Njihovom pojavom važnost ceste je slabila i nije jačala sve do izgradnje kvibeškog sustava autocesta u 20. stoljeću.